# Европско првенство у атлетици за млађе сениоре 2017 — 100 метара препоне за жене
Такмичење у трчању на 100 метара препоне у женској конкуренцији на 11. Европском првенству у атлетици за млађе сениоре 2017. у Бидгошћу одржано је 14. и 15. јула 2017. на стадиону Жђислав Кшишковјак.
Титулу освојену у Талину 2015, није бранила Ноеми Цберен из Швајцарске јер је прешла у сениоре.

## Земље учеснице
Учествовало је 27 такмичарки из 20 земаља.
1. Белорусија (3)
2. Данска (1)
3. Естонија (1)
4. Италија (3)
5. Кипар (1)
6. Луксембург (1)
7. Мађарска (2)
8. Немачка (1)
9. Пољска (2)
10. Португалија (1)
11. Румунија (1)
12. Словачка (1)
13. Турска (1)
14. Уједињено Краљевство (1)
15. Финска (2)
16. Француска (1)
17. Холандија (1)
18. Чешка (1)
19. Швајцарска (1)
20. Шпанија (1)

## Освајачи медаља
|                         |                            |                       |
| Надин Висер · Холандија | Елвира Херман · Белорусија | Луца Козак · Мађарска |

## Квалификациона норма
Требало је да квалификациону норму такмичарке остваре у периоду од 1. јануара 2016. до 4. јула 2017. године.
| Норма |
| ----- |
| 14,05 |

## Сатница
| Датум   | Време | Коло          |
| ------- | ----- | ------------- |
| 14. јул | 10:00 | Квалификације |
| 14. јул | 20:32 | Полуфинале    |
| 15. јул | 17:55 | Финале        |

## Рекорди
| Рекорди пре почетка Европског првенства 2017. | Рекорди пре почетка Европског првенства 2017. | Рекорди пре почетка Европског првенства 2017. | Рекорди пре почетка Европског првенства 2017. | Рекорди пре почетка Европског првенства 2017. | Рекорди пре почетка Европског првенства 2017. |
| Рекорди                                       | Атлетичарка                                   | Земља                                         | Време                                         | Место                                         | Датум                                         |
| --------------------------------------------- | --------------------------------------------- | --------------------------------------------- | --------------------------------------------- | --------------------------------------------- | --------------------------------------------- |
| Европски рекорд У-23                          | Анелизе Ерхарт                                | Источна Немачка                               | 12,59                                         | Минхен, Западна Немачка                       | 8. септембар 1972.                            |
| Рекорди европских првенстава У-23             | Ноеми Цберен                                  | Швајцарска                                    | 12,71                                         | Талин, Естонија                               | 11. јул 2015.                                 |
| Најбољи европски резултат сезоне У-23         | Надин Висер                                   | Холандија                                     | 12,78                                         | Гецис, Аустрија                               | 27. мај 2017.                                 |

### Најбољи европски резултати у 2017. години
Десет најбољих атлетичарки у трци на 100 метара 2017. године до почетка првенства (12. јул 2017), имале су следећи пласман на европској ранг листи. (СРЛ)
| 1.  | Надин Висер,   | Холандија        | 12,78 | 27. мај |
| 2.  | Елвира Херман, | Белорусија       | 12,96 | 28. јун |
| 3.  | Лаура Валет,   | Француска        | 13,04 | 23. јун |
| 4.  | Луца Козак,    | Мађарска         | 13,10 | 4. јул  |
| 5.  | Полин Салијес, | Француска        | 13,22 | 20. јун |
| 6.  | Јасмин Милер,  | Велика Британија | 13,23 | 27. мај |
| 7.  | Коралије Комт  | Француска,       | 13,32 | 20. јун |
| 8.  | Петра Репаси,  | Мађарска         | 13,35 | 17. јун |
| 9.  | Никла Мосети,  | Италија          | 13,37 | 1. јул  |
| 10. | Паулина Хубер, | Немачка          | 13,38 | 4. јун  |

Такмичарке чија су имена подебљана учествовале су на ЕП.

## Резултати

### Квалификације
Квалификације су одржане 14. јула. Такмичарке су биле подељене у 4 групе. У полуфинале су се пласирале прве 3 из сваке групе (КВ) и 4 на основу резултата (кв).,,
Старт: група 1 у 10:00, група 2 у 10:07, група 3 у 10:14 и група 4 у 10:21.
Ветар: група 1: +0,2 м/с, група 2: +0,7 м/с, група 3: +1,1 м/с, група 4: +0,5 м/с
| Место | Групе | Стаза | Атлетичарка            | Земља                | ЛР     | ЛРС   | Резултат | Белешка    |
| ----- | ----- | ----- | ---------------------- | -------------------- | ------ | ----- | -------- | ---------- |
| 1.    | 3     | 2     | Лаура Валет            | Француска            | 13,04  | 13,04 | 13,26    | КВ         |
| 2.    | 1     | 8     | Надин Висер            | Холандија            | 12,78  | 12,78 | 13,26    | КВ         |
| 3.    | 2     | 8     | Елвира Херман          | Белорусија           | 12,85  | 12,96 | 13,28    | КВ         |
| 4.    | 4     | 6     | Луца Козак             | Мађарска             | 13,18  | 13,18 | 13,39    | КВ         |
| 5.    | 3     | 8     | Рета Хурске            | Финска               | 13,16  | 13,47 | 13,47    | КВ, = =ЛРС |
| 5.    | 2     | 2     | Хелена Јиранова        | Чешка                | 13,75  | 13,75 | 13,47    | КВ, ЛР     |
| 7.    | 4     | 7     | Јасмин Милер           | Уједињено Краљевство | 13,13  | 13,23 | 13,48    | КВ         |
| 8.    | 1     | 5     | Олимпија Барбоса       | Португалија          | 13,61  | 13,61 | 13,52    | КВ, ЛР     |
| 9.    | 4     | 4     | Луминоса Бољоло        | Италија              | 13,44  | 13,44 | 13,52    | КВ         |
| 10.   | 3     | 3     | Петра Репаси           | Мађарска             | 13,35  | 13,35 | 13,53    | КВ         |
| 11.   | 4     | 3     | Руслана Рашкован       | Белорусија           | 13,50  | 13,68 | 13,56    | кв, ЛРС    |
| 12.   | 2     | 3     | Марија Мујика          | Шпанија              | 13,64  | 13,64 | 13,56    | КВ, ЛР     |
| 13.   | 1     | 3     | Наталија Христофи      | Кипар                | 13,41  | 13,41 | 13,56    | КВ         |
| 14.   | 2     | 5     | Мет Граверсгард        | Данска               | 13.,45 | 13,62 | 13,61    | кв, ЛРС    |
| 14.   | 1     | 2     | Марлена Мортон         | Пољска               | 13,60  | 13,60 | 13,61    | кв         |
| 16.   | 3     | 6     | Ева Охоцка             | Пољска               | 13,62  | 13,62 | 13,64    | кв         |
| 17.   | 2     | 7     | Станислава Лајчакова   | Словачка             | 13,56  | 13,56 | 13,66    |            |
| 18.   | 1     | 6     | Крет Верлин            | Естонија             | 13,99  | 13,99 | 13,73    | ЛР         |
| 19.   | 2     | 6     | Никла Мосети           | Италија              | 13,37  | 13,37 | 13,73    |            |
| 20.   | 3     | 4     | Викторија Ихнациук     | Белорусија           | 13,54  | 13,54 | 13,85    |            |
| 21.   | 1     | 7     | Паулина Хубер          | Немачка              | 13,38  | 13,38 | 13,86    |            |
| 22.   | 3     | 7     | Abigail Gyedu          | Италија              | 13,74  | 13,74 | 13,91    |            |
| 23.   | 4     | 2     | Цецилија Сандел        | Финска               | 13,73  | 13,73 | 13,96    |            |
| 24.   | 2     | 4     | Викторија Рауш         | Луксембург           | 13,98  | 13,98 | 14,06    |            |
| 25.   | 3     | 5     | Елена Стефанија Вискун | Румунија             | 13,80  | 14,05 | 14,11    |            |
| 26.   | 4     | 5     | Селина вон Јаковски    | Швајцарска           | 13,52  | 13,52 | 14,12    |            |
| 27.   | 1     | 4     | Озге Сојлу             | Турска               | 13,77  | 13,79 | 14,41    |            |

### Полуфинале
Полуфинале се одржало 14. јула 2015. године. У полуфиналу су учествовале 16 такмичарке, подељене у 2 групе. У финале су се пласирале по 3 првопласиране из група (КВ) и две на основу постигнутог резултата (кв).,,
Старт: група 1 у 20:32 и група 2 у 20:40
Ветар: група 1: +0,8 м/с, група 2: +0,3 м/с.
| Пласман | Група | Стаза | Атлетичарка       | Земља                | Резултат | Белешка |
| ------- | ----- | ----- | ----------------- | -------------------- | -------- | ------- |
| 1.      | 2     | 4     | Надин Висер       | Холандија            | 13,15    | КВ      |
| 2.      | 2     | 5     | Елвира Херман     | Белорусија           | 13,17    | КВ      |
| 3.      | 1     | 4     | Луца Козак        | Мађарска             | 13,31    | КВ      |
| 4.      | 1     | 6     | Лаура Валет       | Француска            | 13,38    | КВ      |
| 5.      | 2     | 7     | Јасмин Милер      | Уједињено Краљевство | 13,40    | КВ      |
| 6.      | 1     | 5     | Хелена Јиранова   | Чешка                | 13,44    | КВ, ЛР  |
| 7.      | 2     | 6     | Рета Хурске       | Финска               | 13,44    | кв, ЛРС |
| 8.      | 1     | 7     | Олимпија Барбоса  | Португалија          | 13,46    | кв, ЛР  |
| 9.      | 1     | 8     | Луминоса Бољоло   | Италија              | 13,50    |         |
| 10.     | 2     | 8     | Петра Репаси      | Мађарска             | 13.53    |         |
| 11.     | 2     | 3     | Руслана Рашкован  | Белорусија           | 13,54    | ЛРС     |
| 12.     | 1     | 9     | Марија Мујика     | Шпанија              | 13,55    | ЛР      |
| 13.     | 1     | 2     | Марлена Мортон    | Пољска               | 13,58    | ЛР      |
| 14.     | 2     | 9     | Ева Охоцка        | Пољска               | 13,73    |         |
| 15.     | 1     | 3     | Мет Граверсгард   | Данска               | 13,76    |         |
| 16.     | 2     | 8     | Наталија Христофи | Кипар                | 13,81    |         |

### Финале
Финале је одржано 15. јула 2017. године у 17:55.,
Ветар: +2,3 м/с
| Место | Стаза | Атлетичарка      | Земља                | Резултат | Белешка |
| ----- | ----- | ---------------- | -------------------- | -------- | ------- |
|       | 7     | Надин Висер      | Холандија            | 12,92    |         |
|       | 5     | Елвира Херман    | Белорусија           | 12,95    |         |
|       | 4     | Луца Козак       | Мађарска             | 13,06    |         |
| 4.    | 9     | Јасмин Милер     | Уједињено Краљевство | 13,32    |         |
| 5.    | 2     | Рета Хурске      | Финска               | 13,32    |         |
| 6.    | 3     | Олимпија Барбоса | Португалија          | 13,45    |         |
| 7.    | 8     | Хелена Јиранова  | Чешка                | 13,47    |         |
| 8.    | 6     | Лаура Валет      | Француска            | 13,85    |         |